# James & Bobby Purify
James & Bobby Purify was een Amerikaans r&b-duo, wier grootste hits I'm Your Puppet was in 1966, dat plaats 6 bereikte in de Amerikaanse Billboard Hot 100 en in een opnieuw opgenomen versienummer plaats 12 in de Britse singlehitlijst (in mei 1976) en Let Love Come Between Us in 1967, dat plaats 23 bereikte in de Verenigde Staten. De oorspronkelijke Bobby Purify (Robert Lee Dickey) werd in de jaren 1970 vervangen door een tweede Bobby Purify (Ben Moore).

## Geschiedenis
De groep werd in 1965 opgericht door James Purify (Pensacola (Florida), 12 mei 1944 - aldaar, 22 januari 2021) en zijn neef Robert Lee Dickey (Tallahassee, 2 augustus 1939 - aldaar, 29 december 2011). Het duo werd in 1966 gecontracteerd door Don Schroeder bij Bell Records, waarbij Dickey de achternaam van zijn neef als artiestennaam nam. Ze hadden onmiddellijk succes met I'm Your Puppet, geschreven door Spooner Oldham en Dan Penn en geproduceerd door Penn in de FAME Studios in Muscle Shoals, Alabama. De plaat, uitgebracht in september 1966, stond 14 weken in de Amerikaanse hitlijst en er werden naar schatting een miljoen exemplaren van verkocht.
Hoewel I'm Your Puppet hun grootste hit was, hadden ze eind jaren 1960 verschillende successen in zowel de Billboard Hot 100 als de r&b-hitlijst in de Verenigde Staten, waaronder een heropleving van Shake a Tail Feather, oorspronkelijk door The Five Du-Tones en Let Love Come Between Us. Olivers cover van de hit I Can Remember uit 1968 van het tweetal bereikte halverwege de zomer van 1970 de top 25 van de Billboard Easy Listening-hitlijst. Het duo bleef samen opnemen en toeren tot 1971, toen Dickey zich om gezondheidsredenen terugtrok uit de muziekbusiness en terugkeerde naar Tallahassee, waar hij werkte als opzichter van het stadsonderhoud, zong en gitaar speelde bij zijn kerk en als lid van de Bethlehem Male Singers.
James Purify werkte vervolgens als solozanger tot 1974, toen Penn hem voorstelde aan Ben Moore (James B. Moore, geboren 1941, Atlanta, Georgia). Moore had eerder gewerkt met Otis Redding, James Brown en als lid van Jimmy Tig and the Rounders, voordat hij de helft vormde van het duo Ben & Spence, die in de jaren 1960 opnamen maakten voor Atlantic Records. Moore nam de artiestennaam Bobby Purify aan en het duo toerde samen tot in de jaren 1980. Ze namen opnieuw I'm Your Puppet op, dat in 1976 een #12-hit werd in het Verenigd Koninkrijk, en het album Purify Bros.
Moore begon met opnemen als solozanger voor Mercury Records in 1977 en (als Bobby Purify) bracht hij het album Purified uit in 1979. Hij bleef ook toeren als de helft van het duo met James Purify. Hij werd in 1983 genomineerd voor een Grammy Award in de categorie «Best Soul Gospel Performance - Traditional» voor het nummer He Believes in Me. In 1998 werd Moore blind door ernstig glaucoom en stopte hij met zijn muziekcarrière. Na aanmoediging van Ray Charles keerde hij echter terug met optreden en opnemen. Onder de naam Bobby Purify bracht hij in 2005 het album Better to Have It uit, geproduceerd door Dan Penn. Later sloot hij zich aan bij de gospelband Blind Boys of Alabama.

## Overlijden
Robert Lee Dickey overleed in 2011 op 72-jarige leeftijd. James Purify overleed door complicaties na besmetting met het coronavirus in januari 2021 op 76-jarige leeftijd in zijn geboorteplaats. Ben Moore overleed op 12 mei 2022 op 80-jarige leeftijd.

## Discografie
Billboard Hot 100
- 1966: I'm Your Puppet
- 1967: Wish You Didn't Have To Go
- 1967: Shake a Tail Feather
- 1967: I Take What I Want
- 1967: Let Love Come Between Us
- 1968: Do Unto Me
- 1968: I Can Remember
- 1968: Help Yourself
- 1976: Morning Glory

### NPO Radio 2 Top 2000
Van James & Bobby Purify stond alleen I'm Your Puppet in 1999 in de NPO Radio 2 Top 2000, op plek 1973.